# Per-Olof Glantz
Per-Olof Glantz född 23 juli 1936 i Lund, är en svensk professor i odontologi. Han var Malmö universitets rektor från starten 1 juli 1998 till pensioneringen 2002.

## Biografi
Glantz tog en odontologie kandidatexamen 1957 och tandläkarexamen 1961 vid Tandläkarhögskolan i Malmö. Efter allmäntjänstgöring återvände han till Tandläkarhögskolan/Lunds universitet för specialist- och forskarutbildning inom rekonstruktion och materiallära. Han disputerade för odontologie doktorsgrad 1969 på en avhandling om ytkemiska fenomen i gränser mellan biologi och artfrämmande material och blev docent i protetik samma år. Hans forskning ledde redan på 1960-talet till ett mångårigt nära samarbete med professor Per-Ingvar Brånemark kring utveckling av tandimplantat av titan.
1966–1973 var Per-Olof Glantz övertandläkare vid central-tandpolikliniken vid Malmö  Allmänna Sjukhus, 1973–1977 professor i odontologisk teknologi vid Göteborgs universitet och 1978–2003 professor i protetik och övertandläkare vid den odontologiska fakulteten i Malmö, som först tillhörde Lunds universitet och därefter Malmö högskola. 1972 var han gästforskare vid Welsh National School of Medicine, Cardiff, 1977–1978 gästprofessor vid University of California, San Francisco och 1987–1988 vid New York State University at Buffalo,
Han var den odontologiska fakultetens dekanus 1984–1987 och 1994–1998 och ledde i den egenskapen fakultetens omorganisation av dess grundutbildningar. 1989–1992 var han prorektor vid Lunds universitet och har haft en lång rad nationella och internationella uppdrag inom forskning och högre utbildning bland annat för Europarådet, Europeiska Patentdomstolen, Det Nordiska Institutet för Odontologisk Materialprovning, Justitiekanslersämbetet, Universitetskanslersämbetet, Socialstyrelsen och Läkemedelsverket.[källa behövs] Han är bland annat den ende svensk som hitintills varit ordförande för den odontologiska världsforskningsorganisationen (IADR) och den ende utlänning som innehaft denna post inom den brittiska specialistorganisationen BSSPD. Han har genom åren erhållit att stort antal priser och hedersutmärkelser och är hedersdoktor vid Oslo universitet, Honorary Fellow vid Royal College of Surgeons of Edinburgh och mångårig hedersprofessor vid University of Wales.
Efter sin pensionering har han bland annat haft uppdrag som expert till tyska och brittiska myndigheter med ansvar för forskning och högre utbildning.